# 乌索利耶
59°25′N 56°41′E / 59.417°N 56.683°E
乌索利耶（俄语：Усо́лье）是俄羅斯彼爾姆邊疆區北部的一個城市、烏索利耶區行政中心，位於卡馬河（卡馬水庫）西岸。北距彼爾姆190公里。2002年人口6,144人。
1606年建立，1940年建市。